# Xylosma hispidula
Xylosma hispidula är en videväxtart som beskrevs av Paul Carpenter Standley. Xylosma hispidula ingår i släktet Xylosma och familjen videväxter. Inga underarter finns listade i Catalogue of Life.